# 천안가온초등학교
천안가온초등학교는 대한민국 충청남도 천안시 동남구에 있는 공립 초등학교이다.

## 학교 연혁
- 2008년 9월 26일: 설립인가
- 2011년 3월 1일: 개교
- 2018년 2월 6일: 제7회 졸업
- 2018년 3월 1일: 39학급(특수 1학급) 편성, 병설유치원 2학급

## 참고 자료
- 천안가온초등학교 - 한국교육학술정보원 학교알리미